# Ultimate Homem-Aranha
O Ultimate Homem-Aranha (Ultimate Spider-Man em inglês) é uma série de histórias de banda desenhada do famoso super-herói Homem-Aranha publicada pela Marvel Comics.
Foi a primeira série da linha Ultimate Marvel a ser publicada. Nesta série foi feita uma reescrita dos heróis clássicos da Marvel para os fãs do século XXI, com uma história nova, embora, claro, com semelhanças e referências aos originais dos anos 60.
O protagonista de Ultimate Homem-Aranha é Peter Parker, um génio científico adolescente que vive em Queens, Nova York. Ele é picado por uma aranha geneticamente modificada e herda as suas capacidades, incluindo a força proporcional de uma aranha, a agilidade e os reflexos. Quando um ladrão armado, a quem Peter teve uma oportunidade de apanhar mais cedo mas não o fez, mata o seu tio Ben, ele sente-se culpado e dedica a sua vida à luta contra o crime como Homem-Aranha. Peter, ao longo das histórias, tenta conjugar a escola, o emprego, a namorada, a sua vida familiar com a sua tia viúva May e as suas actividades como Homem-Aranha.
O Ultimate Homem-Aranha iniciou a sua publicação nos Estados Unidos da América em 2000 desenhado pelo artista veterano do Homem-Aranha Mark Bagley e com argumento do escritor Brian Michael Bendis que expandiu as 11 páginas originais da história para 180 páginas, criando sete livros para reescrever a história original do Aranha. Este duo continuou a colaborar até ao número #111, quando Mark Bagley foi substituído por Stuart Immonen. Bendis e Bagley, no Ultimate Homem-Aranha, estabeleceram o recorde de permanência de mais tempo contínuo a executar uma série da Marvel Comics por duas pessoas, uma honra anteriormente detida por Stan Lee e Jack Kirby no Quarteto Fantástico.

## História
Peter Parker é filho do cientista Richard Parker com Mary Parker. Quando Richard trabalhou ao lado de Edward Brock em uma pesquisa médica, as duas famílias se aproximaram. Embora anos mais velho, Eddie Brock Jr. era amigo próximo de Peter. A tragédia os golpeou quando ambos os pais foram mortos em um acidente de avião. Peter foi acolhido por seu tio Ben e por sua tia May. Herdando o intelecto do seu pai, Peter cresceu inteligente e tímido. Seus melhores amigos no colégio Midtown no Queens são Harry Osborn, filho de Norman Osborn; industrialista; e Mary Jane Watson, companheira e mais tarde viria a ser sua namorada.
A vida relativamente normal de Peter mudou drasticamente durante um passeio de escola às indústrias Osborn. A companhia estava trabalhando em um soro o super soldado, quando uma aranha experimental escapou picando Peter antes de ser destruída. Mais tarde Peter descobriu que seu corpo e força já não eram os mesmos, ganhando força sobre-humana, agilidade e vários poderes relativos a uma aranha, como o sentido aranha. Peter quebrou acidentalmente a mão de Flash Thompson (o valentão que o perseguia na escola) em uma luta. Nesse momento a família Parker estava passando dificuldades financeiras e foi processada pela família de Thompson, sendo obrigada a pagar uma alta quantia em dinheiro. Para ajudar, Peter participou secretamente de um desafio de luta livre, usando uma máscara para esconder sua juventude e identidade. O promotor da luta deu-lhe um traje mais colorido e chamou-o de Homem-Aranha. Peter fez varias lutas até que um dia o promotor lhe acusou de ter roubado dinheiro. Peter então foi obrigado a fugir e impedido de participar de outras lutas. No mesmo dia, um ladrão passa correndo bem na sua frente e Peter não usa seus poderes para capturá-lo, uma ação que o assombrou mais tarde, pois quando retornou para casa, soube que um assaltante tinha assassinado seu tio Ben em sua ausência. Peter vestiu seu traje e foi capturá-lo. Quando encontrou o bandido, Peter se deu conta que era o mesmo criminoso que tinha permitido escapar mais cedo. Com o peso da culpa Peter começou a lutar contra o crime e sendo conhecido como Homem-aranha.
Norman Osborn, transformado em Duende Verde, após explodir a escola de Midtown e atacar Peter, lutou com o Homem-Aranha até ser atingido por atiradores da polícia e presumiu-se que ele havia morrido. Harry desapareceu na custódia da polícia para a proteção de testemunhas. O Homem-Aranha encontrou o criminoso Shocker e o mutante Wolverine (no funcionamento da arma X). Para ajudar sua tia a pagar as contas Peter tentou vender fotos do Homem-Aranha ao Clarim Diário, sendo recusado por J. Jonah Jameson , mas sendo contratado para  para gerenciar o website do jornal. Sabendo que o assassino do tio Ben trabalhou para Wilson Fisk, o Rei do Crime, Peter decidiu expô-lo. A partir de um confronto com os Executores, descobriu a localização do Rei. Invadindo o escritório de Fisk enquanto o mesmo promovia uma de suas festas, o Homem-Aranha foi avistado pelas câmaras de segurança da Torre Fisk, sendo derrotado pelo adepto Electro, tirado a máscara, e jogado para fora do prédio. O Rei do Crime descobriu quem havia fornecido informações sobre ele para o intruso, e o matou, despejando o corpo no rio com a máscara retirada de Peter, incriminando, assim, o Homem-Aranha. Peter pesquisou sobre as câmaras de segurança na internet e enviou um e-mail à empresa das mesmas. Descobriu então que as câmaras de segurança gravam tudo em CD e que estes estavam armazenadas em um armário blindado. Peter retornou ao edifício de Fisk, e após ter derrotado Electro, os Executores e Fisk no porão do edifício, emitiu as filmagens para o Clarim, onde Ben Urich escreveu um artigo expondo a verdade dos fatos, inclusive da morte que incriminava o Homem-Aranha.
Peter logo revelou sua dupla identidade a Mary Jane e  os começaram a namorar. Lutou ao lado do Homem de Ferro no U.N., ajudou a apreender o Justiceiro, um vigilante assassino; encontrou o Lagarto, foi enganado por Xandu a atacar o feiticeiro Dr. Estranho,  encontrou a ex-espiã russa Viúva Negra, que roubou seus lança-teias; conheceu Shang-Chi, lutador de artes marciais; lutou contra o vampiro Morbius e conheceu Blade; e impediu que a assassina Elektra cometesse um crime.
Uma menina nova, Gwen Stacy, cujo pai policial tinha investigado o assassinato do tio Ben, juntou-se à escola de Peter. Logo após, Peter saiu com seus amigos, se encontraram com os X-Men fora de serviço depois que Wolverine reconheceu Peter. Parker em seguida enfrentou as ameaças gêmeas de Otto Octavius, o Doutor Octopus, um cientista de Osborn que ganhou os poderes ao mesmo tempo em que o próprio Osborn; e Kraven, o caçador, de um Reality Show, que anunciou sua intenção de caçar e matar o Homem-Aranha. Depois que perdeu sua primeira luta com Octopus, derrotou ele e Kraven fora de um laboratório de pesquisa genética ilegal, na frente de uma horda da imprensa montada. A luta televisiva e uma entrevista rápida ajudaram mais tarde a mudar a opinião pública negativa sobre o Aranha. Minutos mais tarde  lutou contra mais uma das criações do laboratório, o Homem Areia.
No próximo dia na escola, Peter descobre que Harry retornou, e não sozinho: Norman Osborn, o Duende Verde também havia voltado. Osborn sênior ofereceu a Peter uma escolha: trabalhar para ele ou ver seus amados matados pelo Duende. Em seguida Peter conheceu o general Nick Fury, descobrindo que a S.H.I.E.L.D. o monitorava e estava ciente da situação de Osborn, mas recebeu a instrução de não intervir a menos que o Duende fizesse um movimento público. Osborn confrontou Peter, que não estava ciente de que Harry havia convidado Mary Jane para aquele mesmo lugar. O Duende a captou e a levou à ponte de Queens, jogando-a do alto. O Homem-Aranha conseguiu impedir a queda e o Duende teve de enfrentar os helicópteros de ataque da S.H.I.E.L.D., conseguindo fugiu da overdose do soro, transformando-se. Peter levou a cabo, mas foi quase morto antes de Harry, andou dentro na luta e conservou-o conduzindo um ponto no goblin para trás. Os helicópteros da persecução dispararam no goblin, que girou de volta a Osborn e foi tomado na custódia. Nas conseqüências, a fúria de Nick disse a Peter que quando girou 18 e foi um adulto, estaria forçado a trabalhar para S.H.I.E.L.D.
A amizade de Peter com Gwen Stacy cresceu enquanto começou a confiar nele a respeito dos problemas da família, embora esta significou chegou os minutos demasiado tarde para ajudar ao homem de ferro em capturar o rino de agitação. Quando um impostor vestido como o Spider-Man cometeu uma corda das extorsões, o Spider-Man real foi disparado no ombro pela polícia que tenta apreende-lo, e Fury mandou a vespa sobre à escola de Peter para remendá-lo acima. Quando isto estava acontecendo, o Spider-Man falsificado matou o capitão John Stacy, pai de Gwen. Irritado, o Spider-Man malogrado o roubo a um banco o mais atrasado do impostor, bateu-o a uma polpa mas parou-o quando realizou que matou quase o indivíduo e saiu depara a polícia, cancelando seu nome. Como sua mãe tinha fugido com outro homem, Gwen moveu-se dentro com os Parker; Mary Jane, entrementes, quebrou acima com o Peter, temível ele um dia seria morta.
Encontra caixas cheias das lembranças de seus pais no porão, alertou Peter seguir para baixo. Eddie Brock agora um estudante universitário, Eddie estava tentando terminar o projeto do veneno dos seus pais, um mergulho médico protoplásmico alcunhado “o terno” que poderia realçar habilidades do seu portador ao curar a doença e o ferimento - mesmo curar o cancro; entretanto alguns de comentários de Eddie conduziram Peter querer saber se seus pais tinham sido assassinados por seus empregadores incorporados. Como o Spider-Man, quebrou no laboratório de Eddie para examinar o mergulho, mas envolveu seu corpo, criando um traje preto novo. Apreciou momentaneamente este olhar novo, facilmente parando um rapto e uma batida um choque promovido; entretanto, depois que o terno tomou o controle de Peter e matou quase um ladrão, Peter teve que eletrocutar-si para removê-lo. Vendo o perigo do Terno, Peter foi para trás ao laboratório destruir o descanso dele, confiando em Eddie que era Spider-Man e Eddie aparentemente do convencimento para o deixar destruir o mergulho, Eddie inconsciente teve mais escondido afastado. Expor ao terno, Eddie transformou-se uma ameaça insana, monstruoso e atacou-se Peter. Na extremidade, uma eletrucutação acidental matou convenientemente Eddie, embora o desaparecimento subsequente de seus pertences sugeriu que Brock pudesse ter sobrevivido. Após ter confrontado a fúria de Nick para perguntar se seus pais tinham sido assassinados, Peter retornou ao laboratório, onde encontrou o descanso do mergulho ido e encontrou o professor de Eddie, Conners, lagarto, que deduziu Peter era Spider-Man.
Logo depois disso, Peter recebeu de volta junto com Mary Jane; orientação oferecida ao mutante instável Geldoff adolescente de Latvéria ao lado do X-Men’s; e margem marcial parada de Danny do artista de usar seu “Punho de Ferro” em um homem agressivo durante uma luta da rua. O X-Homem ferido Wolverine procurou mais tarde o refúgio no repouso de Peter ao fugir restos da arma X. Foram juntados igualmente por Temerário que os ajudou somente porque os povos inocentes estão começando a ficar feridos. Igualmente uma breve aparência pela Viúva Negra. Os impulsionadores retornaram como fez sua saliência, o pino mestre, que tinha ido livre depois que a evidência do assassinato de encontro a ele era inadmissível governado. Sam Bullit funcionou para D.A. em uma plataforma do anti-Aranha, suportado por Jameson e pelo cornetim, e quando Peter falou para fora de encontro à anti-Spidey posição do cornetim, foi ateado fogo; entretanto, o repórter Ben Urich aprendeu que Bullit esteve amarrado ao pino mestre, e o cornetim retirou sua sustentação. Os impulsionadores tentaram intimidar Jameson em inverter isto, mas o Spider-Man interveio. Logo após, Jameson admitiu seu erro a Peter e restabeleceu-o. O Spider-Man em seguida encontrou o assaltante conhecido como o gato preto, que se tornou atraído a ele. Tinha roubado uma tabuleta de pedra procurada pelo pino mestre, e Elektra foi empregado para recuperá-lo. Após um conflito tripartido infrutífero entre o gato preto, Elektra e o Spider-Man, Peter e o pino mestre ambos figuraram que para fora o gato preto era secreta Felícia resistente, que foi prendida logo por Pino mestre e por Elektra. A chegada do Spider-Man permitiu que comece livre, e jogou a tabuleta no rio, para ser massacrada somente convenientemente por Elektra.
Diversos inimigos do Homem-aranha, conduzidos por Normam Osborn, escaparam do cativeiro da S.H.I.E.L.D. Temendo para Peter, a fúria trouxe-o à base de Triskelion usada pelo Supremos, e coloca seus amados sob a observação. Os fugitivos atacaram o Triskelion e capturaram Peter, fazendo chantagem a lhe em juntar-se “seis” de Osborn. Este grupo atacou a Casa Branca, mas foi opor pelo Supremos, que Peter informado que a tia may estava com segurança na custódia protetora, alertando o Spider-Man girar sobre Osborn e ajudar os Supremos a recapturar os criminosos. Quando a tia may visitou Florida, Peter ouviu-se que um filme do Spider-Man estava filmado e confrontado irritadamente seu grupo de película, mas aprendido não teve nenhum recurso legal para parar a película. Por igualmente para fora pela notícia, doutor Polvo atacou o platino de filmagem; quando o Spider-Man pisou dentro, doc ock o derrotou e o sequestrou para o Brasil, onde Octopus Best Ed do Spider-Man em uma desforra e engatado um passeio de volta aos estados na preensão da carga de um avião de passagem. Bateu estreito seu repouso da tia, simplesmente para ser confrontado por um Gwen irritado, que figurasse para fora sua identidade dobro e o responsabilizasse pela morte do seu pai. Peter controlou convencê-la que de outra maneira, e o perdoou, se juntando a seu círculo confiado dos confiantes. Um short quando mais tarde, o filme abriu ao escritório de caixa enorme.
O Spider-Man parou o gladiador maníaco, que tinha tomado reféns em um museu, e o capitão encontrado Jeanne De Wolff do NYPD. Ferido pelas lâminas de Gladiador procurou o auxílio médico do Dr. Conners, que experimentou mais tarde com o sangue de Peter à procura das curas para a doença, obtendo a permissão relutante de Peter fazer assim. Alguns meses mais tarde, uma criatura Conners tinha criado misturando o ADN de Peter com seu próprio ADN réptil-contaminado escapado, matando um número de povos, incluindo Gwen Stacy, como ele seguiu ecos de memórias de Peter de volta a seu repouso. Peter acusou Conners de ser atrás da morte de Gwen, e Conners revelou o que tinha feito, apenas porque a criatura saiu de esconder. Peter atacou-o, eventualmente enganando o no pulo em um smokestack impetuoso da fábrica. Mais tarde, um Peter irritado convenceu Conners para girar-se dentro. Decidindo que o Spider-Man tinha causado bastante morte, Peter disse Mary Jane que deixava cair sua identidade dupla; mas não poderia evitar seu sentido de responsabilidade, parando uma agressão ao desgastar uma máscara temporária, e realizada logo não poderia parar.
Quando a cinza de Jean Grey dos X-Men’s usou seu telepatia para punir Wolverine para um indiscrição, trocou inconsciente as mentes do Spider-Man e do Wolverine, prendendo cada um em outro corpo. Após uma série de desgraças, o duo malogrado outra tentativa da extorsão pelo choque antes do cinza restaurou-as os seus corpos correspondentes. Mais tarde, Peter apreciou um desengate à praia com Mary Jane, Kong, Liz e um miúdo novo na escola de que Liz gostou de Johnny Storm. Depois que a tempestade secreta sobre-humana foi inflamada inesperada por sua fogueira e voou fora, voltou o próximo dia a desculpar-se a Liz; como o Spider-Man, Peter ofereceu o conselho da tempestade e deram forma a o que pôde provar ser uma amizade de resistência. Junto, salvaram povos de um fogo do conjunto habitacional.
Após ter ajudado o Ultimates capture um cyborg desonesto, Peter acompanhou Ben Urich para entrevistar o Dr. Estranho do feiticeiro da agora-celebridade. Girado afastado pelo criado Wong do doutor, Peter detectou algo era erro e retornado como o Spider-Man para investigar. Testemunhar o que pensou era Wong que ataca o doutor inconsciente, ele adaptou através da janela, quebrando as defesas místicas da mansão. O pesadelo que é quem tem atacado Peter puxado estranho em um mundo ideal de horror até que estranho controlado acordar o, e Peter fugir no terror. Quando Harry Osborn retornou, Peter aprendeu que teve Mary Jane datada antes de Peter, e que tinha sido transformado demasiado na mesma explosão que autorizou o doutor Polvo e seu pai. Agora mentalmente instável e alucinado, Harry se transformou em um ser monstruoso semelhante ao Duende Verde, chamado de Duende Macabro. Foi em uma agitação, tentando conseguir Peter matá-lo, mas Peter recusou; quando a fúria e S.H.I.E.L.D. chegaram, tomou Harry traga duramente, e um Peter irritado golpeou o homem de governo. Peter saiu então e a fúria disse seus homens para rachar o código da droga da onça por seu aniversário a seguir leva embora poderes do Spider-Man. Mais tarde, Peter quebrou acima com a Mary Jane, temível para seus segurança e sentimento que poderia já não a confiar.
Mais tarde, Spidey começa alcançado em uma guerra do grupo entre o pino mestre e seu Hammerhead rival, e encontrou o vigilante misterioso Moonknight, assim como o Hammerhead da luta e os impulsionadores ao lado do Shang-Qui, do Iron Fist, do Elektra e do gato preto. Igualmente começou datar a Pryde dos X-Men’s.
Recentemente, o Spider-Man foi sequestrado junto com os X-Men’s por Deadpool e por seu Reaver. Foram tomados ao console de Krakoa à estrela em uma mostra onde os mutantes fossem caçados para baixo para crimes que tinham cometido ou acusado de. Controlaram escapar com o Peter após o calvário inteiro que sente finalmente pronto para revelar seu segredo a sua tia maio. Em cima de seu repouso do retorno entretanto, Peter encontrou uma mensagem em sua máquina de resposta deixada por sua cara tia indicava que estaria permanecendo a noite com milhas Warren. Assim sem a necessidade de explicar porque faltava para a noite inteira na manhã decidiu por fora dizer-lhe por outra hora.
Peter estava em uma Alameda com Mary Jane, quando um homem misterioso que desgasta um traje do Escorpião os atacou. Quando Peter rasgou a máscara fora do homem do mistério, viu sua própria cara que olha fixamente para trás nele. Confuso, trouxe-o aos Quarteto fantástico para um teste do ADN. Quando os resultados voltaram como Peter Parker, Spidey descolou sua própria máscara para mostrar que o homem não poderia ser ele, mas, de fato, um clone.
Recentemente, A Marvel Studios Publicou que Peter Parker seria morto pelo Duende Verde e substituído por um novo Homem-Aranha: Miles Morales, afrodescendente e hispânico.
Miles Morales é um garoto de 13 anos que vive com seus pais, e tem como melhor amigo Ganke. Certo dia ele foi para a casa de seu tio(também conhecido como gatuno,um ladrão profissional que roubou da Oscorp uma aranha geneticamente modificada feita por Norman Osborn antes dele matar Peter Parker).quando seu tio se distraiu, a aranha apareceu e mordeu miles, causando uma convulsão.quando Miles melhorou, o seu pai chegou e começou a discortir com seu o tio, Miles saiu da casa e quando se viu, ele estava invisível. Assustando, miles saiu correndo sem rumo, e demostrando uma agilidade espetacular, quando se esbarrou num membro de uma gangue, ele o paralisou com uma rajada de veneno.

## Relançamento de 2024
Em setembro de 2023, a Marvel provocou que, após a conclusão de Ultimate Invasion e a criação de um novo Ultimate Universe, um novo volume de Ultimate Spider-Man seria lançado em janeiro de 2024, escrito por Jonathan Hickman e ilustrado por Marco Checchetto. Em outubro de 2023, foi revelado que, para diferenciá-la de outras versões do Homem-Aranha, a série seguirá um Peter Parker mais velho que é casado com Mary Jane Watson e tem dois filhos antes de se tornar o Homem-Aranha.

## Outras mídias

### Televisão
- Antes de Spider-Man: The New Animated Series se tornar uma continuação solta do filme Homem-Aranha (2002) de Sam Raimi, a série seria originalmente uma adaptação direta dos quadrinhos Ultimate Spider-Man. Brian Michael Bendis também trabalhou como produtor da série.

- A série animada Spectacular Spider-Man pegou muitos elementos dos quadrinhos Ultimate, como Peter Parker, Gwen Stacy, Harry Osborn e Mary Jane Watson permanecendo adolescentes no ensino médio durante a maior parte da série, a introdução de Kenny McFarlane na animação médium, o relacionamento pessoal de Eddie Brock com Peter enquanto trabalhava como assistente de laboratório do Dr. Curt Connors na Empire State University, o nome verdadeiro de Rhino é Alex O'Hirn, Dr. e mais tarde Eddie se unindo ao Simbionte sendo mantido em um laboratório seguro, o corpo de Venom sendo mais monstruoso tanto em tamanho quanto em forma, e Kraven, o Caçador, tendo seu próprio DNA de Miles Warren que o transformou em uma criatura parecida com um leão de crina negra com elementos de DNA de leopardo e chita.

- Uma série animada não relacionada de mesmo nome exibida nos Estados Unidos no Disney XD de abril de 2012 a janeiro de 2017. O episódio de quatro partes "The Spider-Verse" também apresentou uma variação do universo Ultimate do programa, que confirmou que Ultimate Peter Parker morreu lutando contra uma ameaça não especificada, enquanto seu manto foi assumido há muito tempo por Miles Morales, cheio de culpa. Peter Parker desta série é modelado a partir de sua aparição nos quadrinhos.[6][7] Também nesta série, Harry Osborn é o apresentador de Venom em vez de Eddie Brock e assume a forma do traje preto do Homem-Aranha, já que o traje do Homem-Aranha não se liga ao simbionte.

- Na série Homem-Aranha de 2017, houve também um episódio da primeira temporada com o mesmo nome e que Kraven, o Caçador deste programa, tinha características de apresentador de programa de TV de sua versão Ultimate Marvel.

### Filmes

#### Live-action
- O filme Homem-Aranha (2002) de Sam Raimi usa muitos elementos dos quadrinhos Ultimate, como Peter Parker indo para o ensino médio com Harry Osborn e Mary Jane Watson (que, assim como sua contraparte Ultimate, permanece indecisa sobre namorar Harry no início e vive com seu pai abusivo e mãe deprimida), Peter sendo picado por uma aranha geneticamente alterada durante uma excursão escolar, Norman Osborn trabalhando no desenvolvimento de um soro para criar super soldados e mais tarde injetando-se com o mesmo soro para se tornar Duende Verde (embora apenas como uma personalidade alternativa e não uma transformação completa), Flash Thompson lutando contra Peter por humilhá-lo na escola, Peter deixando um ladrão escapar após uma experiência ruim ao participar de uma exibição de luta livre usando seus poderes, Duende Verde ameaçando derrubar Mary Jane da Ponte do Brooklyn em vez de Gwen Stacy no universo mainstream e a obsessão do Duende Verde com o Homem-Aranha em querer formar uma aliança.
- A sequência de 2004, Homem-Aranha 2, também adapta ideias semelhantes dos quadrinhos Ultimate, como Peter Parker não ter um relacionamento com Mary Jane Watson devido às suas responsabilidades como Homem-Aranha (embora a única diferença seja que ele não confessou sua identidade para ela naquele ponto), e o Dr. Octavius trabalhando em nome da Oscorp para financiar seus experimentos, que também tem uma esposa chamada Roselita (Rosie, abreviada no filme). Octacivius também usa um sobretudo marrom, que usou em algumas edições dos quadrinhos Ultimate. Além disso, um conceito não utilizado de versões anteriores do roteiro do filme revela que o Dr. Octavius é o criador de uma das aranhas geneticamente alteradas do primeiro filme e, a certa altura, também fornece a Peter um antídoto caso ele considere remover seu próprios poderes.
- A sequência de 2007, Homem-Aranha 3, usa elementos menores do arco Venom dos quadrinhos Ultimate, como a raiva do Homem-Aranha sendo alimentada pela morte de seu tio Ben enquanto usava o traje preto, o ciúme de Mary Jane por Peter passar um tempo com Gwen Stacy, Eddie Brock é muito parecido com sua encarnação Ultimate, que ama Gwen e espera sempre levar uma vida de sucesso enquanto tenta entrar em relacionamentos muito rapidamente, e a aparente morte de Venom dentro de uma explosão é semelhante à derrota de Ultimate Venom após ser acidentalmente eletrocutado. Além disso, uma cena alternativa de clímax que foi filmada, mas finalmente cortada do filme, mostrava Eddie aparentemente morrendo depois que o Simbionte drenava a vida de seu corpo por estar permanentemente ligado por muito tempo, o que também poderia servir como uma homenagem ao Ultimate Venom.
- O filme The Amazing Spider-Man (2012) de Marc Webb, adapta vários elementos e estéticas dos quadrinhos Ultimate, como a personalidade de Peter Parker, sendo picado por uma aranha geneticamente alterada na Oscorp, Flash Thompson sendo um jogador de basquete por causa do futebol, Peter saindo furiosamente de um conversa com seu tio Ben sobre seu pai e a importância da responsabilidade, Peter deixando um ladrão roubar de uma loja de conveniência, Gwen e Peter namorando durante o ensino médio com ela até defendendo Peter de Flash, embora de forma não violenta, e Lagarto e o capitão de polícia George Stacy sendo visualmente inspirado em suas encarnações Ultimate.
- A sequência de 2014, The Amazing Spider-Man 2, mais uma vez adapta vários elementos dos quadrinhos Ultimate, como Richard Parker sendo um cientista trabalhando na cura de doenças e Peter descobrindo gravações antigas de seu pai que explicam por que ele teve que deixar Peter em um muito jovem, temendo que sua pesquisa caia em mãos erradas. Harry Osborn e a amizade com Peter foram emprestados daquela compartilhada entre Ultimate Peter e Eddie Brock Jr. Sua transformação no Duende Verde é semelhante à de seu pai nos quadrinhos Ultimate (com o veneno da aranha entre espécies sendo inspirado no soro OZ) , e Electro e Rhino são modelados a partir de suas encarnações Ultimate.
- O filme Homem-Aranha: De Volta ao Lar (2017) da Marvel Studios, adapta vários elementos dos quadrinhos Ultimate, como Peter Parker e tia May, mais convencionalmente jovens, Tony Stark desempenhando o papel de mentor de Parker, onde aqui se estende a uma relação de figura pai-filho enquanto vestindo uma armadura semelhante à sua encarnação Ultimate, Flash inicialmente não sendo fã do Homem-Aranha, mas bastante curioso sobre o herói, Ned Leeds sendo inspirado no personagem de quadrinhos Ultimate Ganke Lee, e o tio de Miles Morales, Aaron Davis, estando envolvido em atividades ilegais. A cena do assalto a banco com criminosos usando máscaras de plástico dos integrantes dos Vingadores é baseada em um dos painéis da edição #42 (intitulada “Tentações) dos quadrinhos Ultimate. Bagley escreveu nele, referenciando Mark Bagley, o desenhista das primeiras 111 edições de Ultimate Spider-Man.
- No filme Vingadores: Guerra Infinita (2018), Peter é morto com apenas 16 anos, assim como seu homólogo dos quadrinhos Ultimate, apesar de circunstâncias drasticamente diferentes.
- No filme Homem-Aranha: Longe de Casa de 2019, as interações de Peter e Nick Fury são inspiradas em seu relacionamento nos quadrinhos Ultimate, embora Fury seja muito menos afetuoso com Peter, ao contrário dos quadrinhos. Uma reviravolta nos pós-créditos revelou que esse Nick Fury era na verdade Talos, o Indomável disfarçado.

#### Animação
- Uma versão do universo Ultimate aparece como cenário no filme de animaçãoHomem-Aranha: No Aranhaverso (2018) da Sony. Ao contrário dos quadrinhos, a versão cinematográfica, Peter Parker é loiro, viveu até os 20 anos, casou-se com Mary Jane Watson e licenciou sua semelhança ao merchandising para fornecer fundos para seus super-heróis, permitindo-lhe construir um covil subterrâneo sob sua casa para ferramentas de moda e fantasias sobressalentes. O resto do filme é vagamente inspirado em nos quadrinhos. Peter Parker não é explicitamente morto pelo Duende Verde, mas o Duende Verde é uma parte fundamental do confronto que leva à sua morte. Miles compra uma fantasia de Halloween do Homem-Aranha como nos quadrinhos, mas ela não é dada a ele por Ganke (que desempenha um papel abertamente menor, mas ainda aparece e é colega de quarto de Miles). Ganke também é fã do Homem-Aranha como nos quadrinhos. Miles cria seu próprio traje que lembra vagamente o vermelho e preto, mas é dado a ele por tia May em vez de S.H.I.E.L.D. Tia May desempenha um papel semelhante aos quadrinhos e também dá a Miles seus atiradores de teia. Prowler está em sua encarnação de Aaron Davis e tem um relacionamento com Miles adaptado diretamente dos quadrinhos. Jefferson e Rio Morales são muito semelhantes em suas aparências cômicas, embora Jefferson não se pareça fisicamente com sua encarnação cômica. Kingpin não desempenha um papel nos quadrinhos de Miles Morales, mas tem sua personalidade adaptada do arco Learning Curve dos quadrinhos originais. Scorpion é latino como a versão Ultimate dos quadrinhos, mas também possui armamento semelhante ao de sua encarnação original. Green Goblin se assemelha muito à sua encarnação Ultimate, mas empresta alguns elementos de suas encarnações original e MC2.